# Phong Kiều dạ bạc
Phong Kiều dạ bạc là bài thơ rất nổi tiếng của Trương Kế, tác giả sống vào khoảng trước sau năm 756- đời vua Đường Túc Tông. Trương Kế tự là Ý Tôn, từng thi đậu tiến sĩ và làm quan trong triều với chức vụ Tự bộ viên ngoại lang, về sau bị đổi ra Hồng Châu coi việc tài phú và mất tại đây. Sinh thời, ông là người học rộng, thích đàm đạo và bàn bạc văn chương, thế sự... đặc biệt rất thích làm thơ. Bài thơ này là tác phẩm nổi tiếng nhất của ông, chỉ với nó ông đã được liệt vào hàng đại gia. Ông sáng tác bài này khi đi thi trượt trở về ghé qua Tô Châu, tức cảnh mà sinh tình.
Nguyên tác bài thơ Phong Kiều dạ bạc sau này đã được Khang Hữu Vi đời nhà Thanh khắc trên tấm bia lớn dựng trong chùa Hàn Sơn.
Nguyên bản chữ Hán:
楓橋夜泊
月落烏啼霜滿天
江楓魚火對愁眠
姑蘇城外寒山寺
夜半鐘聲到客船
Phiên âm Hán-Việt:
Phong Kiều dạ bạc
Nguyệt lạc ô đề sương mãn thiên
Giang phong ngư hỏa đối sầu miên
Cô Tô thành ngoại Hàn San tự
Dạ bán chung thanh đáo khách thuyền
| - Bản dịch tiếng Việt của Nguyễn Hàm Ninh (thường bị nhầm là bản dịch của Tản Đà): Đỗ thuyền đêm ở bến Phong Kiều Trăng tà chiếc quạ kêu sương Lửa chài cây bến sầu vương giấc hồ Thuyền ai đậu bến Cô Tô Nửa đêm nghe tiếng chuông chùa Hàn San | - Bản dịch của Tản Đà Quạ kêu, trăng lặn, sương rơi Lửa chài, cây bãi, đối người nằm co Con thuyền đậu bến Cô Tô Nửa đêm nghe tiếng chuông chùa Hàn San |

"Phong Kiều dạ bạc" là một bài thất ngôn tứ tuyệt hàm súc, với nhiều địa danh quen thuộc: Cô Tô- gắn với hình ảnh về người đẹp Tây Thi, Hàn San là ngôi chùa có nhiều vị sư nổi tiếng một thời và nhiều giai thoại, điển tích... Riêng bài PHONG KIỀU DẠ BẠC có một truyền thuyết khá lãng mạn:
☀Trần Trọng San trong cuốn THƠ ĐƯỜNG đã chép lại như sau: Một đêm trăng, sư cụ trụ trì chùa Hàn San, cảm hứng nghĩ ra hai câu thơ:
"Sơ tam sơ tứ nguyệt mông lung "

"Bán tự ngân câu bán tự cung "

Thao thức mãi sư cụ không nghĩ được hai câu tiếp; đột nhiên có tiếng gõ cửa. Thì ra là chú tiểu cũng trằn trọc vì 2 câu thơ mình mới nghĩ ra: 

"Nhất phiến ngọc hồ phân lưỡng đoạn "

"Bán trầm thủy để bán phù không." 

Chú tiểu cũng không làm tiếp được, sang xin thầy giúp. Nghe xong, sư cụ mừng quá, quỳ xuống tạ Phật vì quả thật 2 câu thơ của chú tiểu hợp với 2 câu của sư cụ, thành một bài tứ tuyệt rất hay. Trần Trọng San đã dịch: 

""Mồng ba, mồng bốn, trăng mờ""

""Nửa dường móc bạc nửa như cung trời""

""Một bình ngọc trắng chia hai""

""Nửa chìm đáy nước nửa cài từng không"" 

Làm xong bài thơ này lúc nửa đêm, sư cụ bảo chú tiểu đánh chuông tạ ơn Phật. Tình cờ cũng ngay lúc ấy trên thuyền, thi sĩ Trương Kế cũng không ngủ được vì không nghĩ được câu tiếp cho hai câu "Nguyệt lạc ô đề...". Tự nhiên chuông chùa Hàn San vọng đến, gợi hứng cho thi nhân hoàn tất bài thơ Phong Kiều Dạ Bạc bằng câu kết ""...Dạ bán chung thanh đáo khách thuyền.."" 

Còn chùa Hàn San là một ngôi chùa hẻo lánh ngoài thành Ngô Huyện thuộc tỉnh Giang Tô. Xung quanh bát ngát rừng mai, phía sau dòng sông xanh ngắt lững lờ uốn khúc, giữa hai dãy núi sừng sững vươn mình trong làn mây trắng xóa. Chùa ở bên cầu có cây phong nên gọi là Phong Kiều. Trên sông đêm có ánh lửa chài. Bài thơ của Tần Thục đời Tống có câu: " Ô đề nguyệt lạc kiều biên tự "(Quạ kêu trăng xế chùa bên cầu) và thơ Khang Hữu Vi đời Thanh, có câu "Lãnh tận Hàn San cố tự phong (Lạnh đến cả cây phong bên chùa cổ Hàn San) đều nói rõ chùa Hàn San bên cầu có cây phong. Như vậy, Giang phong và Ngư hỏa trong bài thơ trên vẫn là cây bên sông và lửa chài, chứ không phải là tên 2 quả núi Giang Phong và Ngư Hỏa như một vài giả thuyết đã nói. 

Nhà thơ đời Thanh Vương Ngư Dương, từng đáp thuyền đi Tô Châu, dừng ở bến Phong Kiều, lúc ấy trời xẩm tối, mưa gió đầy trời, họ Vương đã đến bên trước cửa chùa đề hai bài thơ tứ tuyệt: 

""Nhật mộ đông đường chính lạc triều""

""Cô bồng bạc xứ vũ tiêu tiêu""

"Sơ chung dạ hỏa Hàn San tự""

""Ký quá Ngô phong đệ kỷ kiêu""

Dịch nghĩa:
Chiều tối bờ đông chính lúc thủy triều xuống
Thuyền côi chốn đậu mưa dầm dề
Tiếng chuông thưa, ánh lửa đêm chùa Hàn San
Nhớ đã qua cầu bên cây phong huyện Ngô
Dịch thơ: 

""Chiều tối thủy triều lắng mé đông"" 

""Mưa vương lất phất đậu cô bồng"" 

""Hàn San ánh lửa chuông thưa thớt"" 

""Ngô huyện qua cầu kế ngọn phong ""

(Bản dịch: NDD) 

""Phong diệp tiêu tiêu thủy dịch không""

""Ly cư thiên lý trướng nan đông""

""Thập niên cựu ước Giang Nam mộng"" 

""Độc thính Hàn San bán dạ chung""

dịch nghĩa: 

Lá phong hiu hắt bến nước vắng không 

Lìa quê nghìn dặm lòng buồn nhớ khó khuây 

Mười năm ước cũ mộng về Giang Nam 

Một mình nghe tiếng chuông chùa Hàn San lúc nửa đêm 

""Bến vắng rào rào trút lá phong"" 

""Nhớ quê vạn lý khó khuây lòng"" 

""Giang Nam hẹn ước mười năm mộng"" 

""Chuông đánh, Hàn San đêm quạnh không."" 

(Bản dịch: NDD) 

Đã nói đến Phong Kiều Dạ Bạc của Trương Kế, không thể không nhắc đến Bạc Tần Hoài của Đỗ Mục. Cả hai bài thơ phác họa dưới góc nhìn thi nhân trên con thuyền hững hờ đậu bãi sông. Một bài khi nghe tiếng chuông chùa thanh thoát đưa tới, đã xoa dịu đi nỗi trầm tư muội phiền của kẻ nhất thời bôn tẩu, đang nằm co ro khắc khoải trong khoang thuyền giá lạnh. Còn một bài thì khi nghe khúc hát văng vẳng của cô gái trẻ trên sông vang lên trong khung cảnh đêm khuya tĩnh lặng, mà dường như dấy nên niềm xúc cảm u hoài trong nỗi hận mất nước. 

Bạc Tần Hoài 

""Yên lung hàn thủy nguyệt lung sa""

""Dạ bạc Tần Hoài cận tửu gia""

""Thương nữ bất tri vong quốc hận""

""Cách giang do xướng Hậu Đình Hoa""

(Đỗ Mục) 

Dịch nghĩa: 

khói lan tỏa trên nước lạnh, ánh nguyệt lan trên cát 

Buổi đêm đậu thuyền tại bến sông Tần Hoài cạnh quán rượu 

Cô gái trẻ không biết đến nỗi hận mất nước 

Ở bên kia sông còn hát khúc Hậu Đình Hoa 

Tần Hoài: tên con sông từ tỉnh Giang Tô chảy lên phía Bắc vào sông Trường Giang.

Hậu Đình Hoa: tên khúc hát làm trong buổi tiệc của vua Trần Hậu Chủ và Trương Quý Phi thời Nam Bắc triều 

Dịch thơ: 

Thuyền Đậu Sông Tần Hoài 

""Khói trùm nước lạnh, trăng lồng cát"" 

""Thuyền đậu Tần Hoài, cạnh tửu gia. ""

""Cô gái không hay buồn nước mất, ""

""Bên sông còn hát Hậu Đình Hoa ""

(Bản dịch: Trần Trọng San) 

Khói lan phảng phất trên mặt nước, ánh trăng soi bóng trên mặt cát, thuyền nhẹ lững lờ đậu cạnh quán rượu. Cảnh trăng khuya mới tĩnh mịch làm sao. Bỗng bên kia sông vang lên một tiếng hát văng vẳng. Khúc hát trong những buổi yến tiệc vui chơi mà khiến lòng thi nhân chua xót như oán trách ai vô tình khi bồi hồi nghĩ đến nỗi hận mất nước....Các dịch giả từ Tản Đà, Nguyễn Hàm Ninh, Trần Trọng Kim... đến Trần Trọng San, Ngô Tất Tố...đều có điểm tương đồng trong cách cảm nhận.
Bài thơ là nỗi buồn của Trương Kế gửi gắm trong một tiếng quạ kêu thảng thốt, lẻ loi trong đêm và nỗi sầu len vào giấc ngủ chập chờn của hàng cây phong đối diện với ánh lửa chài. Hai câu thơ tả thực mà không thực, nó hấp dẫn người đọc ở cái vẻ hư ảo của nó. Những ý thơ dường như không khớp nhau vì khi trăng lặn (nguyệt lạc), tức đã gần sáng, mà gần sáng (khác với nửa đêm - bán dạ) thì còn ai thức mà thỉnh chuông nữa. Tác giả viết những câu thơ trong chập chờn nửa tỉnh nửa mơ, gần sáng mà cứ tưởng nửa đêm. Đó là nỗi buồn của một người thi trượt, ấp ủ mộng công danh mà nay tan vỡ giống như Tú Xương vậy. Tiếng chuông đến từ chùa Hàn San, nơi có hai vị sư Hàn San và Thập Đắc nổi tiếng uyên thâm đạo học thời bấy giờ, ở ngoại thành Cô Tô đến làm khách của tác giả cũng giống như là tiếng chuông ảo. Câu thơ hay trong cái mơ màng hư ảo đó. Lấy một cái "giả thực" của ngoại cảnh để thể hiện một cái "đích thực" của tâm trạng là một đặc sắc nghệ thuật mà các tác giả cổ điển hay dùng. Nỗi buồn vô cớ hay nỗi buồn về nhân tình thế thái nói chung của tác giả, cho đến ngày nay vẫn chỉ là sự suy diễn.

## Một số ý kiến liên quan
Một số tranh cãi trong giới thi sĩ xoay quanh hai câu thơ đầu về các từ như "ô đề", "sầu miên". Có người cho rằng phải hiểu hai từ trên như là hai địa danh là Ô Đề và Sầu Miên, nhưng nếu hiểu như vậy thì giá trị nghệ thuật của bài thơ giảm đi đáng kể, ngoài ra chưa có chứng cứ gì chứng tỏ ở khu vực này đã từng tồn tại các địa danh như vậy. Câu kết cũng bị tranh luận nhiều, do một số người cho rằng các chùa (gần như) không đánh chuông vào nửa đêm, ngoài ra nó còn mâu thuẫn với câu đề là Nguyệt lạc ô đề sương mãn thiên đã hàm ý trời gần sáng. Tuy nhiên, trong thơ ca, sự phá cách là một điều hết sức tự nhiên. Âu Dương Tu thì cho rằng: "Thi nhân tham cầu hảo cú nhi lý bất thông giả, diệc ngữ bệnh dã" (Nhà thơ vì muốn đặt câu cho hay nên lý không được thông, đó là một ngữ bệnh vậy). Sô Nghiêu trong quyển Đường thi tam bách thủ độc bản thì cho rằng: "Hậu nhân dĩ vi dạ bán vô chung thanh tương cấu bệnh, vị miễn xuy mao cầu tì" (Người đời sau lấy cớ nửa đêm không có tiếng chuông và cho là một ngữ bệnh, như thế thì chưa tránh khỏi cái thói bới lông tìm vết).
- Thơ Đường
- Trương Kế